# Opečnordeči vitki kozliček
Opečnordeči vitki kozliček (znanstveno ime Stictoleptura rubra) je vrsta hrošča iz družine kozličkov.

## Podvrste
- Stictoleptura rubra dichroa (Blanchard, 1871)
- Stictoleptura rubra numidica (Peyerhimoff, 1917)
- Stictoleptura rubra rubra (Linnaeus, 1758)
- Stictoleptura rubra succedanea (Lewis, 1873)

## Opis
Opečnordeči vitki kozliček doseže v dolžino med 10 in 20 mm. Pri tej vrsti je značilen spolni dimorfizem, saj se samci in samice ločijo med sabo po barvi in obliki. Pri samicah so vratni ščit in elitre rdečkasto-rjave ali rdečkasto-oranžne barve, samci pa imajo črno glavo in vratni ščit. Pri samcih so elitre rjave ali peščene barve. Običajno so nekoliko manjši in ožji od samic.
Življenjski cikel te vrste traja dve do tri leta. Odrasli hrošči se na prostem zadržujejo med majem in septembrom, največ pa jih je opaziti v juliju in avgustu. Zadržujejo se na cvetočih rastlinah, kjer se prehranjujejo z nektarjem in cvetnim prahom, ličinke pa se prehranjujejo z gnijočim lesom iglavcev. Za razvoj so odvisne tudi od hranil, ki jim jih zagotavljajo glive. V črevesju imajo ličinke opečnordečega vikega kozlička kvasovke, ki proizvajajo celulazo – encim, s pomočjo katerega lahko presnavljajo les.

## Razširjenost
Vrsta je razširjena po celinski Evropi, Rusiji in Severni Afriki, prisotna pa je tudi v delih Turčije in Velike Britanije.